# Ertaç Özbir
Ertaç Özbir (Seyhan, 26 ottobre 1989) è un calciatore turco, portiere dell'Ankaragücü.